# Gagil
Gagil è una municipalità di Yap, sull'isola di Gagil-Tamil, del distretto omonimo di Yap, dello Stato di Yap, uno degli Stati Federati di Micronesia. 
Ha una superficie di 10 km² e 739 abitanti (Census 2008).